# 再燃SHOW
「再燃SHOW」（さいねんしょう）は、さかいゆうの7枚目のシングル。

## 解説
- 前作「ジャスミン」から、約1年1か月ぶりのリリース。
- 初回生産限定盤は、全国ツアー“POP TO THE WORLD”のリハーサルテイク4曲を収録したCD付。

## 収録曲
1. 再燃SHOW
  - 映画『幸福のアリバイ～Picture～』主題歌
  - ミュージックビデオには、俳優の山崎樹範が主演している[2]。
2. Drowning
3. But It’s OK !
  - NHKプレミアムドラマ『受験のシンデレラ』主題歌
4. 再燃SHOW (backing track)

## 初回特典CD収録内容
- 「“POP TO THE WORLD”〜rehearsal take〜」

1. よさこい鳴子踊り
2. Headphone Girl
3. ストーリー
4. 再燃SHOW